# Cuco Valoy
Cuco Valoy (Santo Domingo, 1937) é um cantor dominicano alias El Brujo.
Começou sua carreira no grupo Los Ahijados junto com seu irmão Martín. Em 1975, formou a banda Los Virtuosos (o La Tribu) e é o pai do cantor Ramón Orlando.

## Compilações
- 1993 : Bien Sobao/Y Lo Virtuoso ( Kubaney)
- 1993: Lo Mejor de Cuco Valoy (Kubaney)
- 1993 : Lo Mejor de Cuco Valoy, Vol. 2 (Kubaney)
- 1995 : Época de Oro (Kubaney)
- 1996 : Disco de Oro (Kubaney)
- 2003 : Gold (Edenways)
- 2004 : Intacto (Kubaney)